# Falkedrengen
Falkedrengen er en dansk  stumfilm fra 1908 af produceret af Nordisk Films Kompagni og instrueret af Viggo Larsen.

## Handling
Den gamle ridder Jørgen Due taler med sin datter Inger, da et sendebud ankommer og meddeler, at kongen har kaldt til leding (samling af en hær). Ridderen overdrager straks borgens nøgler til datteren og drager herefter hurtigt afsted, mens de to unge udveksler et hurtigt forstående blik. Inger er alene med Falkedrengen, da fjendtlige soldater ankommer. Falkedrengen forstår, at der må sendes bud til ridder Due, og ved en list lykkes det Falkedrengen af slippe ud af borgen. 
I skoven bliver Falkedrengen opdaget af to fremmede soldater, der tvinger ham til Falkedrengens hytte, hvor han tvinges til at beværte dem. Han stikker af fra hytten, men under flugten rammes han af et skud i armen, men det lykkes ham at flygte gennem fjendes linjer, inden han bevidstløst bæres til ridder Dues telt. Han vækkes op og kan forklare ridderen om faren på borgen. Ridder Due drager med sine mænd mod borgen, hvor fjenden overvindes. Falkedrengen får Ingers hånd og bliver ridder Dues plejesøn.

## Medvirkende
- Carl Alstrup
- Petrine Sonne
- Elith Pio